# Štěpán Hevák
Štěpán Hevák (1896 Jilemnice – 1944 Praha) byl československý lyžař.

## Sportovní kariéra
Na Zimních olympijských hrách v roce 1924 v Chamonix-Mont-Blanc skončil v běhu na lyžích na 18 km na 17. místě a v běhu na 50 km na 12. místě.